# Восстание в Уральской и Тургайской областях
Восстание в Уральской и Тургайской областях — антиколониальное восстание в 1869 году (либо в 1868―1869 годах) в Российской империи, на территории современного Казахстана. Возглавили восстание крупные казахские родоначальники.

## Восстание
Причиной восстания стало недовольство местного населения «временным положением» об управлении степными областями, предполагавшим увеличение налогообложения, ограничение мусульманского духовенства и местной знати (султанов) в правах и коренные изменения в социально-духовной сфере общества. Восстание началось в 1868 году (либо в 1869), его движущей силой стали кочевые скотоводы, при этом в нём участвовали все слои кочевого социума.
В октябре 1868 года казахи Уральской области отказались подчиниться царской администрации, платить подати, не допускали в аулы комиссии для проведения реформ. Восставшие отряды сосредоточились в районе озера Челкар, урочищ Тайпак, Уленти, Шидерты и Анкаты. С декабря 1868 по октябрь 1869 года продолжались нападения на линию, поджог хуторов и угон скота у богатых казахов.
27 марта 1869 года оренбургскому генерал-губернатору было сообщено о том, что местные племена избрали своих предводителей ― Бергена Коспанова, Сеила Туркебаева, Куспая Айбасова, Мамбетали и Каналы Арысланулы, чтобы они возглавили самостоятельную власть в областях. Присодиняться казахов к восстанию побуждала христианизация региона. В ходе восстания на территории современного Казахстана в последней четверти XIX сформировались «национально-религиозное» и «западное» направления развития казахского общества.
Мятеж охватил значительное пространство от реки Эмбы на север и юг. Нападению, в частности, подвергались русские купцы и местные феодалы. В период с марта по июнь был совершён 41 набег на поместья биев, султанов и местных старшин. Также была прервана торговля Оренбургской губернии с Бухарой, Туркестаном и степью.

## Подавление
Для подавления восстания в степь были командированы казачьи сотни с артиллерией из Калмыковской крепости и Уральска с наказным атаманом и военным губернатором области генералом Веревкиным. По распоряжению военного министра в конце июня в степь выступила карательная экспедиция в составе 28 сотен казаков, 4 рот пехоты с 6 орудиями. Вся Оренбургская линия была приведена в готовность. При впадении степной реки Каргалы в Илек началось сооружение нового укрепления Актобе. Восставшие казахские аулы сосредоточились в районе рек Эмба, Хобда, Уил и Киил, ожидая помощь от хивинского хана, но она так и не пришла. В июле 1869 года произошло решающее столкновение в урочище Жаман-сай на реке Уил, восставшие были разбиты. Более 500 участников восстания были приговорены к смертной казни или каторжным работам, на казахов наложена огромная контрибуция для возмещения убытков казакам и переселенцам.